# Jesús David Leiva
Jesús David Battaglia Leiva (Salta, 4 de noviembre de 1980), conocido también como David Leiva, es un cantante y político argentino que supo desempeñarse como concejal de la ciudad de Salta y que actualmente se desempeña como Diputado Provincial de la provincia de Salta por el departamento de la Capital. 

## Biografía

### Vida personal
Leiva nació y se crio en Salta Capital siendo su lugar en el mundo el barrio Castañares. Es hijo de Aidé Leiva y tiene dos hermanos. Ha sido criado en una familia compuesta además por sus abuelos que habían adoptado a su madre, Don Ángel Battaglia y Doña María de la Parra. Su abuelo que a la vez ejerció el rol de padre se jubiló como maquinista ferroviario y luego trabajó como carnicero. Su madre hasta el día de hoy aún trabaja como personal de maestranza de escuelas.
En Castañares también vivía Claudio Sotelo que sería uno de los fundadores de Juveniles Panda, con él a la edad de tres años empezó a aprender a cantar aunque David siempre había estado movilizado por la música.
Se unió definitivamente como cantante a los Juveniles Panda a la edad de once años y cuando tenía dieciséis su banda ya era doble disco de oro, recorría todo el norte provincial y ganaba bastante dinero.

### Carrera política
Su vinculación con la política se da en el marco de las acciones sociales. Leiva participaba de muchas actividades recaudatorias a favor de causas vecinales junto a otros artistas como Los Nocheros o el Chaqueño Palavecino.
Su primera candidatura política sería en el año 2015 dentro de las filas del Partido de la Victoria. David competiría en la categoría de concejales en la interna kirchnerista. Se impondría con un total de 7.912 votos superando por más de cinco mil voluntades a su principal perseguidor Mario Moreno. En las elecciones generales David sería el segundo candidato más votado en la categoría por detrás de Ricardo Villada. Los 42.121 votos obtenidos fueron suficientes para obtener cuatro bancas para el espacio por lo tanto Leiva, Lihué Figueroa, Luis Hossel y Mario Moreno serían elegidos como ediles de la capital salteña para el periodo 2015-2017.
Dos años más tarde Leiva volvería a ser candidato a concejal pero esta vez dentro de la filas del Partido Memoria y Movilización ya que el Partido de la Victoria había decidido romper con el espacio comandado por el gobernador Juan Manuel Urtubey. En las PASO obtendría 20.020 votos pero esa cantidad de votantes se vería incrementada en las generales ya que obtuvo 38.459 voluntades, cómo la.lista más votada la adhesión conseguida fue suficiente para repetir medianamente lo logrado en 2015 ya que Leiva nuevamente saldría segundo en la categoría esta vez por detrás de Matías Cánepa y obtendría cuatro bancas para el partido.Además en su rol como legislador presentó proyectos junto a sus pares salteños referidos a la seguridad, como por ejemplo el que propone la creación nuevas comisarías y proyectos de protección ambiental y extensión del servicio de zoonosis.
En su segundo mandato como concejal de la ciudad fue elegido por sus pares como Vicepresidente Primero del Concejo Deliberante de la Ciudad de Salta acompañando la presidencia de Matías Cánepa. La mayoría de los concejales apoyó esa fórmula presidencial exceptuando los concejales del PO y de SST.
En las elecciones de 2019 David decidió ser candidato a Intendente de su ciudad natal dentro de las filas del Frente de Todos salteño. Ganó la interna en las elecciones kirchnerista con un total de 23.507 votos superando a otros políticos de renombre como Gonzalo Quilodrán, Lucio Paz Posse, Walter Wayar y Jorge Guaymás. En las elecciones generales fue el segundo candidato más votado con un total de 78.124 votos.
David en el 2021 acordó integrar un frente llamado Gana Salta que respondía al gobernador Gustavo Sáenz como parte del frente oficialista que apoyaba su gestión frente de la provincia. El Frente Gana Salta además estaba integrado por otros partidos como el Justicialista, Libres del Sur y el Frente Plural. David se lanzó como candidato a diputado provincial por el frente e impulsó la candidatura a senador de Matías Posadas.
En las elecciones del 15 de agosto Leiva obtuvo 16.061 votos y logró un escaño legislativo  y superó a otros dirigentes de peso como Javier David o Andrés Suriani. Juró como diputado provincial el 24 de noviembre de 2021 y conformó el monobloque Memoria y Movilización, siendo nombrado vicepresidente de la comisión de Salud y Niñez además de integrar las comisiones de Acción Social y Becas; Cultura, Educación y Prensa; Deportes, Turismo y Recreación; y Asuntos Vecinales, Organizaciones Comunitarias y Defensa del Consumidor.